# Leucanopsis coniata
Leucanopsis coniata là một loài bướm đêm thuộc phân họ Arctiinae, họ Erebidae.